# Axiome de séparation (topologie)
Ne pas confondre avec le schéma d'axiomes de séparation de la théorie des ensembles.
Pour les articles homonymes, voir Axiome de séparation.
En topologie, un axiome de séparation est une propriété satisfaite par certains espaces topologiques, similaire à la propriété de séparation de Hausdorff (dite aussi T2), et concernant la séparation de points ou de fermés, du point de vue soit de voisinages, soit de fonctions continues réelles.
Divers axiomes de séparation peuvent être ordonnés par implication, notamment ceux de la série des axiomes codés par la lettre « T » et un indice numérique, ces axiomes étant en général d'autant plus restrictifs que les indices sont élevés et les topologies correspondantes plus fines.
Attention : dans la littérature, le vocabulaire est parfois très volatil et certaines de ces définitions peuvent être interchangées.

## Liste d'axiomes

### La séparation T0(espace de Kolmogorov)
On dit qu'un espace topologique X est de Kolmogorov, ou vérifie la propriété T0, si pour deux points distincts quelconques de X, l'un (au moins) des deux points admet un voisinage qui ne contient pas l'autre point. Ou encore, l'un des deux points n'est pas adhérent à l'autre.

### La séparation T1(espace accessible, ou de Fréchet)
Un espace T1 est un espace topologique dont les singletons sont fermés. Ceci équivaut à : pour tout point x, l'intersection des voisinages de x est réduite au singleton {x}. Ou encore, pour deux points distincts quelconques, chacun des deux points admet un voisinage qui ne contient pas l'autre point. Ou encore, aucun des deux points n'est adhérent à l'autre.
Un espace est T1 si et seulement s'il est à la fois T0 et R0.

### Espaces à unique limite séquentielle
Un « espace à unique limite séquentielle » (traduction libre du nom en anglais sous lequel cette notion est plus connue : space with unique sequential limit ou US-space) est un espace X dans lequel chaque suite convergente n'a qu'une limite, ou encore, tel que la diagonale est séquentiellement fermée dans X×X.
Tout espace à unique limite séquentielle est T1 mais la réciproque est fausse.

### Espaces faiblement séparés
Un espace topologique X est faiblement séparé, ou faiblement Hausdorff, ou t2 lorsque pour tout espace compact K et toute application continue f de K dans X, l'image de K par f est fermée dans X.
Tout espace faiblement séparé est T1 (mais pas nécessairement à unique limite séquentielle). Pour montrer que tout singleton est fermé, il suffit en effet de considérer un compact K non vide et l'application f constante de K dans ce singleton.

### Espaces KC
Un espace KC est un espace dans lequel tout quasi-compact est fermé (une notion voisine est celle d'espace compactement engendré).
Tout espace KC est faiblement séparé. En effet, l'image d'un compact par une application continue est quasi-compacte.
Tout espace KC est à unique limite séquentielle mais la réciproque est fausse.
Cependant, dans un espace séquentiel à unique limite séquentielle, toute partie dénombrablement compacte est fermée, donc l'espace est KC.
Sur un espace donné, une topologie quasi-compacte est maximale pour cette propriété si et seulement si elle est KC et une topologie KC est minimale pour cette propriété si et seulement si elle est quasi-compacte, si bien que les topologies quasi-compactes maximales et KC minimales sont les mêmes,.

### La séparation T2(espace de Hausdorff)
C'est la propriété classique. Un espace topologique est dit T2, ou de Hausdorff, ou espace séparé, si pour tout couple (x,y) d'éléments distincts de X, il existe deux ouverts disjoints dont l'un contient x et l'autre contient y. Ceci équivaut à : pour tout point x, l'intersection des voisinages fermés de x est réduite au singleton {x}, ou encore à : la diagonale est fermée dans X×X.
La séparation T2 entraîne la séparation KC (c'est le théorème classique selon lequel tout compact d'un séparé est fermé).
La réciproque est fausse, mais un espace à bases dénombrables de voisinages est séparé dès qu'il est à unique limite séquentielle.
La topologie de Zariski sur une variété algébrique est T1 mais en général non séparée.

### La séparation T2 1/2(espace complètement de Hausdorff)
Un espace topologique est un espace T2 1/2 lorsque deux points distincts admettent des voisinages dont les adhérences sont disjointes. Ou encore, deux points distincts admettent des voisinages fermés disjoints. 

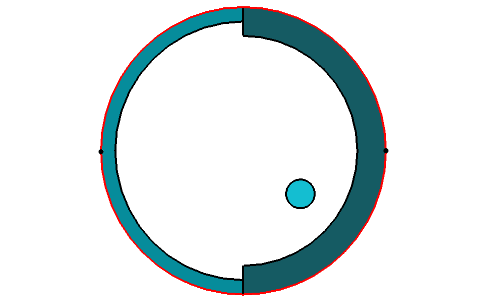
Un espace T_{2} qui n'est pas T_{2 1/2}.

Tout espace T2 1/2 est séparé mais la réciproque est fausse, comme le montre l'exemple suivant. On considère l'ensemble E du plan constitué de l'intérieur du disque de centre O de rayon 1 et des deux points (1, 0) et (–1, 0). Une base de voisinages d'un point intérieur au disque est formée des disques centrés en ce point. Une base de voisinages du point (1, 0) est constituée des réunions de ce point et d'une bande semi-circulaire (ouverte au sens usuel) adjacente à ce point et limitée par des segments [(0, 1), (0, 1 – h)] et [(0, –1), (0, –1 + h)]. De même pour (–1, 0). Dans le dessin ci-contre, on a représenté en couleur un voisinage d'un point intérieur au disque, et un voisinage de chacun des points (1, 0) et (–1, 0). Si ces deux derniers voisinages sont ouverts, ils sont disjoints, mais leurs adhérences s'intersectent selon une partie des segments communs qui les limitent. L'espace E est donc séparé mais pas T2 1/2.

### La séparation T2 3/4(espace d'Urysohn)
Un espace topologique X est appelé espace d'Urysohn lorsque pour tous points distincts x et y de X, il existe une fonction continue f de X dans le segment [0, 1] telle que f(x) = 0 et f(y) = 1. Un espace d'Urysohn est T2 1/2.
Un espace est d'Urysohn si et seulement si l'application canonique vers son compactifié de Stone-Čech est injective.

### Séparation T3etespaces réguliers
Un espace topologique X vérifie T3 lorsque pour tout point x de X et pour tout fermé F de X ne contenant pas x, il existe deux ouverts disjoints dont l'un contient x et l'autre contient F.
Tout espace vérifiant T3 et T0 est séparé. Un tel espace est dit régulier. Il vérifie T2 1/2, mais pas toujours T2 3/4. Inversement, la K-topologie sur ℝ vérifie T2 3/4 mais pas T3.

### Séparation T3 1/2etespaces complètement réguliers (ou de Tychonov)
Un espace topologique X vérifie T3 1/2 si pour tout point x de X et pour tout fermé F de X ne contenant pas x, il existe une fonction continue de X dans le segment [0, 1] valant 0 en x et 1 sur F. Ceci équivaut à : X est uniformisable.
Tout espace vérifiant T3 1/2 et T0 est séparé. Un tel espace est qualifié de complètement régulier (on dit aussi : espace de Tychonov). Un espace complètement régulier est donc non seulement régulier mais aussi d'Urysohn.
Un espace est complètement régulier si et seulement s'il se plonge dans un espace compact.

### Séparation T4etespaces normaux
Un espace topologique X vérifie T4 lorsque pour tout couple de fermés disjoints E et F, il existe un couple d'ouverts disjoints dont l'un contient E et l'autre contient F.
Cet axiome n'est pas préservé par passage aux sous-espaces ni par passage aux produits (cependant, tout sous-espace fermé d'un espace T4 est T4).
Il n'implique aucun des précédents. En particulier, un espace peut vérifier T4 sans être séparé : la topologie grossière vérifie T4. Par contre, si un espace vérifie T4 et T1 alors il est séparé.
Un espace séparé vérifiant T4 est dit normal.
Si X vérifie T4, pour tout couple de fermés disjoints E et F, il existe une fonction continue de X dans le segment [0, 1] valant 0 sur E et 1 sur F. Cette propriété remarquable s'appelle le lemme d'Urysohn. Plus généralement, le théorème de prolongement de Tietze assure que toute fonction continue d'un fermé de X dans ℝ s'étend continûment à X.
En particulier, tout espace normal est complètement régulier.
Tout espace paracompact (en particulier tout compact) est normal.

### Séparation T5et espaces complètement normaux
Un espace topologique X vérifie T5 si pour toutes parties A et B de X telles que A ∩ B = ∅ et B ∩ A = ∅, il existe deux ouverts disjoints dont l'un contient A et l'autre contient B.
Cela équivaut à : tout sous-espace de X vérifie T4, et il suffit pour cela que les sous-espaces ouverts de X vérifient T4.
Un espace séparé vérifiant T5 est dit complètement normal.
Un espace est donc complètement normal si et seulement si tous ses sous-espaces sont normaux.
Tout ensemble totalement ordonné muni de la topologie de l'ordre — par exemple tout espace topologique associé à un ordinal — est complètement normal.
La planche de Tychonov [0, ω1]×[0, ω], produit de deux espaces complètement normaux, est un compact non complètement normal.

### La séparation T5 1/2(espace parfaitement normal)
Un espace séparé X est dit parfaitement normal si tout fermé de X est le lieu d'annulation d'une application continue f de X dans ℝ.
Tout espace métrisable est parfaitement normal (prendre pour f la fonction distance au fermé).
Tout sous-espace d'un espace parfaitement normal est encore parfaitement normal.
Un espace parfaitement normal est normal (et par suite complètement normal, d'après la stabilité précédente pour les sous-espaces). Mieux : pour tous fermés disjoints E et F d'un tel espace X, e et f étant des fonctions continues qui s'annulent exactement sur ces fermés, la fonction {\displaystyle {\frac {|e|}{|e|+|f|}}:X\to [0,1]} est continue, et vaut 0 exactement sur E et 1 exactement sur F.
Tout espace parfaitement normal est un espace Gδ (en), c'est-à-dire dans lequel tout fermé est un sous-ensemble Gδ (une intersection dénombrable d'ouverts), en l'occurrence {\displaystyle \bigcap _{n=1}^{+\infty }f^{-1}\left(\,\left]-1/n,1/n\right[\,\right)} mais la réciproque est fausse : la K-topologie est un espace Gδ qui n'est pas parfaitement normal ni même normal.
La définition originelle (due à Čech et équivalente) est : un espace est parfaitement normal si c'est un espace Gδ normal.
Un exemple d'espace complètement normal mais non parfaitement normal est [0, ω₁] (muni de la topologie de l'ordre), où ω₁ désigne le premier ordinal non dénombrable.